# Algyroides nigropunctatus
Espèce
Synonymes
- Lacerta nigropunctata Duméril & Bibron, 1839

Statut de conservation UICN

 LC  : Préoccupation mineure
Algyroides nigropunctatus est une espèce de sauriens de la famille des Lacertidae.

## Répartition
Cette espèce se rencontre dans le nord-est de l'Italie, sur la côte Adriatique de la Croatie et de Bosnie-Herzégovine, au Monténégro, en Albanie et dans le nord-ouest de la Grèce.

## Description

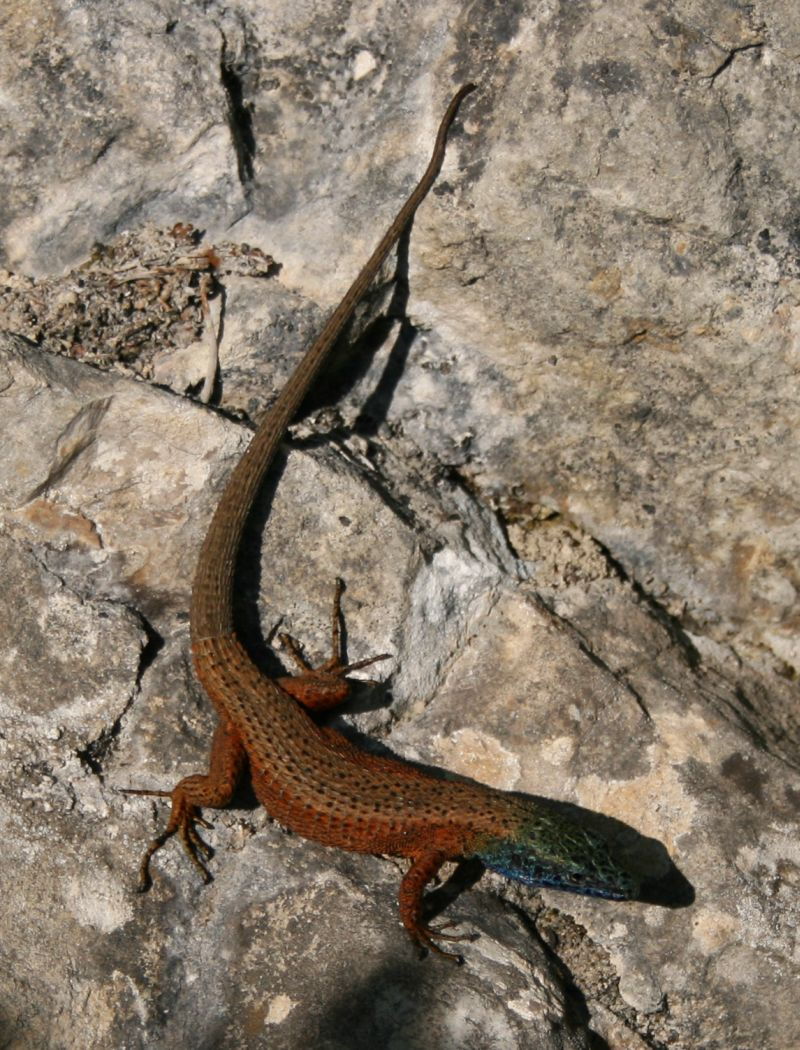
Algyroides nigropunctatus

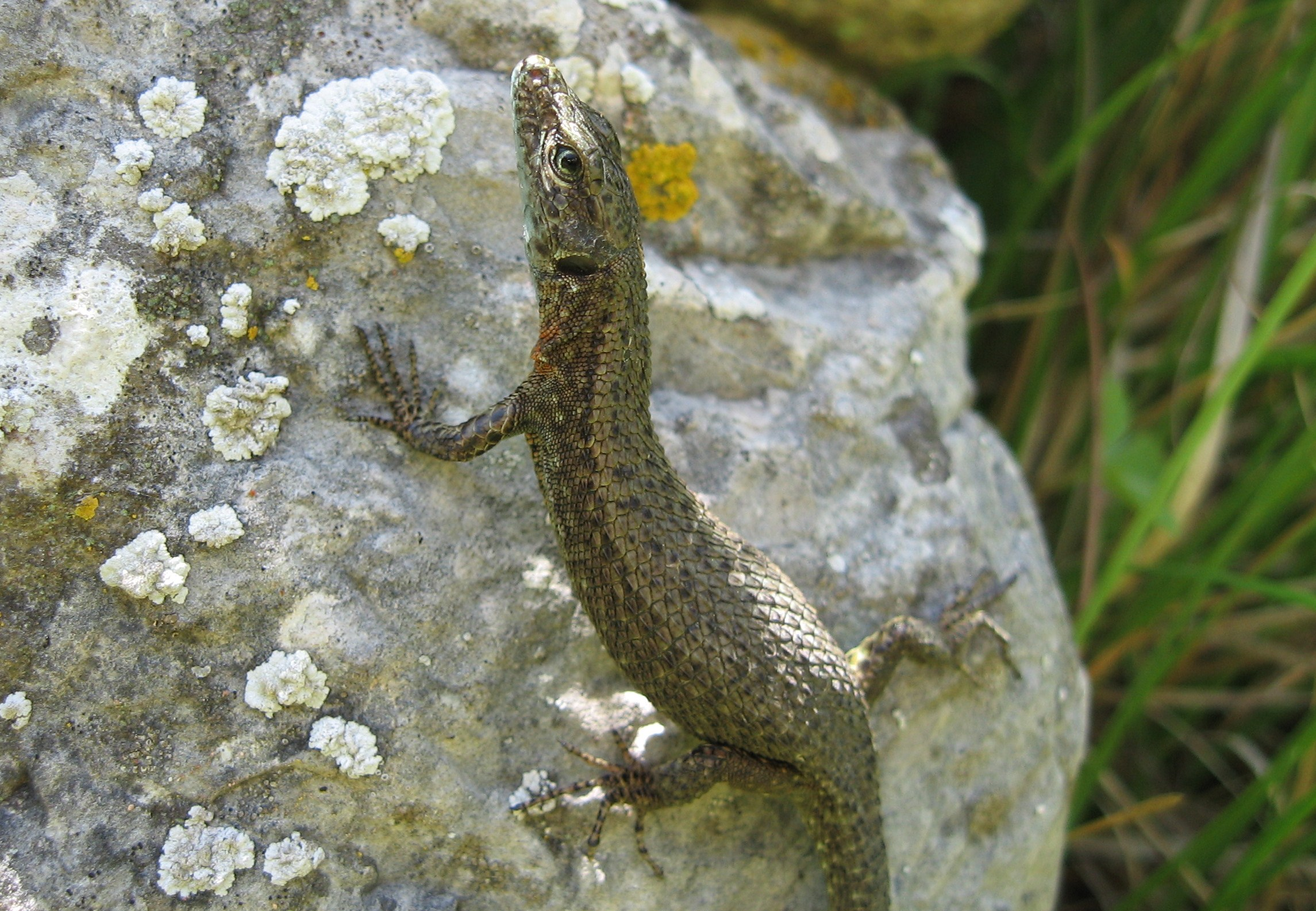
Algyroides nigropunctatus

Ce reptile atteint au maximum 25 cm de long. Les mâles présentent une coloration bleu vif sur la gorge durant la saison des amours. Les femelles peuvent parfois avoir également cette coloration, mais celle-ci est plus pale. Le reste du corps est brun clair tirant parfois sur le rouge, avec le ventre blanc-crème. Le dos présente des rangées de points noirs, points souvent moins visibles chez les femelles.
Il vit dans les haies, les murs, ruines, rochers et apprécie de grimper. Il consomme de petits animaux, principalement des insectes mais également des vers ou de petits invertébrés.
Durant l'accouplement les mâles maintiennent les femelles en les mordant au cou. Ces dernières pondent de deux à quatre œufs, mais pondent peut-être deux fois dans la saison.

## Liste de sous-espèces
Selon The Reptile Database (8 décembre 2012) :
- Algyroides nigropunctatus kephallithacius Keymar, 1986
- Algyroides nigropunctatus nigropunctatus (Duméril & Bibron, 1839)

## Publications originales
- Duméril & Bibron, 1839 : Erpétologie Générale ou Histoire Naturelle Complète des Reptiles. vol. 5, Roret/Fain et Thunot, Paris, p. 1-871 (texte intégral).
- Keymar, 1986 : Die Amphibien und Reptilien der ionischen Region (Griechenland). Analyse ihrer rezenten Verbreitungsmuster und Überlegungen zu ihrer Ausbreitungsgeschichte. ÖHG-Nachrichten (Wien) vol. 8/9, p. 8-44.